# Der Bergdoktor – Der schlimmste Schmerz
Der schlimmste Schmerz ist eine 90-minütige Episode der deutsch-österreichischen Fernsehserie Der Bergdoktor des ZDF und ORF. Es ist die fünfte Episode der neunten Staffel. Regie führte Axel Barth, das Drehbuch schrieben Philipp Roth und Marc Hillefeld.
Die Erstausstrahlung war am Mittwoch, dem 20. Januar 2016 auf ORF 2, die deutsche Erstausstrahlung einen Tag später, am 21. Januar im ZDF.

## Handlung
Frau Jäger von der Versicherung braucht nach plötzlicher Schwäche einen Arzt, was Dr. Gruber zu einem Hausbesuch veranlasst. Sie verspricht, sich schnell um den Fall Anne Meierling und dem Distelmeierhof zu kümmern.
Ihr Sohn Lukas bemerkt Martins und Rikes Nähe zueinander, was ihn auch aufgrund seines Borderline-Syndroms zu einem Wutanfall bringt. Martin ist überrascht, dass Lukas in einer betreuten Einrichtung wohnt, da Rike nicht mehr mit ihm zurechtkam. Martin zieht eine Schilddrüsenerkrankung in Betracht, was Rikes teilweise Schwäche erklären könnte. Er und Lukas beginnen, sich gut zu verstehen.
Hans erklärt seiner Familie, dass er für den Hof der Grubers leider keine Zukunft sieht und zieht einen Verkauf in Betracht, womit er Teilhaber bei Peters Bergführung werden könnte, was ihm Spaß macht. Lisbeth sieht das nicht ein und ist daher stark erbost.

## Rezeption

### Einschaltquoten
Die deutsche Erstausstrahlung am 21. Januar 2016 im ZDF verfolgen insgesamt 7,1 Millionen Zuschauer, was einem Marktanteil von überragenden 21,5 % beim Gesamtpublikum entsprach und Höchstwert der Staffel war. Bei den Jüngeren zwischen 14 und 49 Jahren schalteten 1,06 Millionen (9,1 % Marktanteil) ein.